# کفریا
کفریا یا کفریه نام روستایی در شمال سوریه و استان ادلب است. جمعیت این روستا حدود شش هزار نفر می‌باشد.
بیشتر ساکنان این روستا مسلمان شیعه هستند اگرچه اقلیتی سنی مذهب نیز در این روستا زندگی می‌کنند. بعد از آغاز جنگ سوریه این روستا و شهرک مجاورش یعنی فوعه که دارای اقلیت سی هزار نفری اکثراً شیعه بودند مورد محاصره گروه‌های مسلح مخالف قرار گرفت. در اوایل سال ۲۰۱۵ به دنبال تصرف شهر ادلب به دست شورشیان این روستا و شهرک فوعه در محاصره تمام عیار قرار گرفتند. برای دولت سوریه تنها امکان امداد رسانی به اهالی این روستا از طریق هوایی ممکن است.
پس از توافقی در اواخر سال ۲۰۱۶ نیمی از جمعیت این روستا با اهالی دو شهر زبدانی و مضایا معاوضه شدند.